# Questa Domenica
Questa Domenica è stato un programma televisivo italiano di genere talk show, la cui unica edizione andò in onda dal 5 ottobre 2008 al 19 aprile 2009 su Canale 5, condotta da Paola Perego.
Questa Domenica è stato il primo programma che ha sostituito lo storico varietà Buona Domenica, che nelle ultime due edizioni era stato condotto dalla stessa Perego.

## Il programma
Questa Domenica era condotto da Paola Perego, affiancata dalla soubrette Rosaria Cannavò, dagli inviati Gabriele Petronio e Micol Ronchi, più gli opinionisti fissi Vincenzo Cantatore e Sonia Bruganelli.
Questa Domenica è stato realizzato nello studio 1 del Centro Titanus Elios di Roma con la società Videotime S.p.A. ed era coordinato da Cesare Lanza, già responsabile delle ultime edizioni di Buona Domenica, condotte dalla stessa Perego.
Questa Domenica, dopo le prime puntate trasmesse in diretta, è andato stabilmente in onda in differita, ovvero veniva registrato il venerdì sera dalle ore 20:00 circa in poi per un totale di 150 minuti circa di programmazione: tale differita ha prodotto alcune gaffe di Paola Perego con alcuni ospiti e la critica ribattezzò il programma con il titolo (ironico) di Questo Venerdì.

### Contenuti
Ogni puntata di Questa Domenica era suddivisa in cinque parti:
- nella prima parte veniva dato spazio ai reality show in onda sulle reti Mediaset (La talpa, Grande Fratello e La fattoria);
- nella seconda venivano discussi e commentati fatti di attualità;
- nella terza si parla di TV (programmi, film, talk show) che riscuotono successo sulle reti Mediaset;
- nella quarta si parlava di manifestazioni dedicate alla solidarietà;
- la quinta parte era dedicata alla musica e allo spettacolo, in cui i VIP cantavano.

### Auditel
La media auditel del programma fu di 2.600.000 spettatori circa, con uno share del 17% circa e, quindi, il programma riuscì più volte a battere la concorrenza di Domenica in su Rai 1.

### Programmazione
Questa Domenica è andato in onda settimanalmente ogni domenica dal 5 ottobre 2008 al 19 aprile 2009: il programma fu uno dei sostituti dello storico contenitore domenicale Buona Domenica, chiuso nel maggio 2008. La struttura della domenica pomeriggio di Canale 5 della stagione televisiva 2008/2009, infatti, fu la seguente:
- 13:40-14:10 = Belli dentro (sitcom in prima visione);
- 14:10-16:30 = Amici di Maria De Filippi (puntata speciale domenicale);
- 16:30-18:50 = Questa Domenica (spin-off di Buona Domenica);
- 18:50-20:00 = Chi vuol essere milionario? (puntata speciale domenicale).

Questa Domenica è stato uno degli show replicati su Mediaset Plus, emittente del pacchetto di SKY Italia durante la stagione 2008/2009.
Nell'agosto 2009 Mediaset decise di rinnovare nuovamente struttura della domenica pomeriggio di Canale 5 della stagione televisiva 2009-2010 affidandola alle strutture di Videonews a Cologno Monzese: infatti la cancellazione della puntata speciale domenicale di Amici (su richiesta di Maria De Filippi) provocò (insieme al fatto che i dati auditel erano stati valutati come "non del tutto soddisfacenti") l'eliminazione dell'ipotetica seconda edizione (la 2009/2010 quindi) di Questa Domenica e, quindi, entrambi i programmi citati furono sostituiti dalla prima edizione di Domenica Cinque, un programma simile a Buona Domenica, in onda dalle 14:10 alle 18:50 sotto la conduzione, in diretta dallo studio 10 di Cologno Monzese, di Barbara D'Urso. Da notare che la critica aveva definito il tandem Amici - QD come un "esperimento mal riuscito".

### Questo Capodanno
L'unico spin-off di Questa Domenica fu Questo Capodanno, veglione andato in onda la notte del 31 dicembre 2008 e fece il 15.68% di share: il veglione, condotto da Paola Perego con lo stesso cast di Questa Domenica già citato sopra, fu registrato il 18 dicembre.
Il 31 dicembre 2009 su Canale 5 andò in onda (verso la mezzanotte) Grande Capodanno, un incrocio del Grande Fratello con Questo Capodanno, sotto la conduzione di Alessia Marcuzzi: a differenza del veglione della Perego, Grande Capodanno era in diretta.

## Edizioni
| Edizione | Anno      | Conduzione   | Periodo        | Periodo       | Studio                                  | Telespettatori | Share |
| Edizione | Anno      | Conduzione   | Inizio         | Fine          | Studio                                  | Telespettatori | Share |
| -------- | --------- | ------------ | -------------- | ------------- | --------------------------------------- | -------------- | ----- |
| 1ª       | 2008-2009 | Paola Perego | 5 ottobre 2008 | 9 aprile 2009 | Studio 1 del Centro Titanus Elios, Roma | 2 600 000      | 17%   |